# Nokia N82
Nokia N82 – model telefonu komórkowego firmy Nokia wprowadzony na rynek w listopadzie 2007. Jest następcą telefonu Nokia N73.

## Możliwości / funkcje
- Typy dzwonków: polifoniczne, monofoniczne, True Tones, MP3
- Typy wiadomości: SMS, MMS, e-mail, IM
- System operacyjny: Symbian OS 9.2, S60 rel. 3.1
- Aparat: 5 MP, 2592 x 1944 px, obiektyw Carl Zeiss, autofocus, video(VGA 30fps), xenon flash
- słownik T9: tak
- port USB: tak
- GPRS: tak
- Bluetooth: tak, 2.0
- EDGE: tak
- alarm wibracyjny: tak
- 3G: HSDPA
- Przeglądarka: WAP 2.0/XHTML, HTML
- Pozostałe:
- wbudowany zestaw głośnomówiący
- Java MIDP 2.0
- Platforma Nokia N-Gage 2.0
- organizer
- wybieranie głosowe
- notatki głosowe
- przeglądarka dokumentów (PDF/DOC/XLS/PPT)
- radio FM stereo
- Push-to-talk
- TV-Out
- A-GPS
- GPS
- wejście słuchawkowe jack 3.5 mm
- czujnik ruchu (akcelerometr)

## Pamięć
Telefon jest wyposażony w 130 MB wewnętrznej pamięci.  Zwiększyć ją można za pomocą kart microSD HC (do 32 GB).

## Dostępne kolory
- Biały (White titanum)
- Srebrny (titanum)
- Czarny (Black)
- Złoty (Gold)

## W zestawie
(zależności od sprzedawcy)
- telefon  NOKIA N82
- ładowarka AC5
- Kabel USB CA-101
- Karta pamięci 2 GB
- Kabel do połączeń wideo Nokia CA-75U
- Bateria
- Stereofoniczny zestaw słuchawkowy HS-43
- instrukcja
- gwarancja